# 杨振亚 (1910年)
杨振亚（1910年—1985年），男，直隶（今河北）定县人，中华人民共和国政治人物，曾任天津市人民委员会副市长，中国历史博物馆馆长。